# Lyle Waggoner
Lyle Waggoner (Kansas City, 13 de abril de 1935 – 17 de março de 2020) foi um ator e modelo norte-americano. Como ator, despontou para a fama com sua participação no programa de TV The Carol Burnett Show (1967-1974). Também tornou-se conhecido internacionalmente pelo papel de Steve Trevor e Steve Trevor Junior, no seriado Mulher Maravilha, que era o namorado da protagonista (1975-1979). 
Posou como modelo para a revista americana de nudez discreta Play Girl em 1973.

## Vida pessoal
Lyle casou em 1961 com uma atriz chamada Sharon Kennedy. O casal teve dois filhos: Jason e Beau.

## Morte
Morreu no dia 17 de março de 2020, aos 84 anos.